# Port lotniczy Wadi ad-Dawasir
Port lotniczy Wadi ad-Dawasir – port lotniczy położony w Wadi ad-Dawasir. Jest jednym z największych portów lotniczych w Arabii Saudyjskiej. Obsługuje połączenia krajowe.

## Linie lotnicze i połączenia
| Linia Lotnicza | Kierunek           |
| -------------- | ------------------ |
| Flynas         | 1. Abha 2. Rijad   |
| Saudia         | 1. Dżudda 2. Rijad |